# 黃大仙巴士總站
黃大仙巴士總站（英文：Wong Tai Sin Bus Terminus）是香港黃大仙的一個有蓋巴士總站，鄰近黃大仙下邨及黃大仙中心，上蓋為多層停車場。現時有3條巴士路線以此為總站，另有4條巴士路線途經此站。

## 總站路線資料（巴士）

### 九龍巴士2D線
- 澤安邨 ↔ 黃大仙

1960年9月1日起投入服務，途經東頭邨、九龍城、九龍仔、九龍塘、花墟、大坑東、石硤尾及白田。

### 九龍巴士224R線
- 香港體育館 → 黃大仙

### 九龍巴士225R線
- 佐敦（匯民道） → 黃大仙

### 過海隧道巴士106、106A、106P線
106
- 黃大仙 ↔ 小西灣（藍灣半島）

於1975年11月23日投入服務，現時由九巴及新巴聯合營運，途經新蒲崗、九龍城、馬頭圍、土瓜灣、紅磡、海底隧道、銅鑼灣、天后、炮台山、北角、鰂魚涌、太古城、西灣河、筲箕灣及柴灣，為柴灣首條過海隧道巴士路線。
106A
- 黃大仙 → 太古（康怡廣場）

2011年10月17日，106P線往太古（康怡廣場）方向的班次投入服務，由新巴營運，途經銅鑼灣至北角一段東區走廊，能夠為;106在九龍的沿途各站提供更快捷前往鰂魚涌及太古城的過海隧道巴士服務，只於平日上午繁忙時間提供服務。2014年1月20日，此路線獲編為此線。
106P
- 黃大仙 ↔ 小西灣（藍灣半島）

往黃大仙方向的班次於2006年8月21日投入服務，由九巴及新巴聯合營運，途經西灣河至銅鑼灣一段東區走廊，能夠為小西灣、柴灣、筲箕灣及西灣河一帶提供更快捷的過海隧道巴士服務，只於平日繁忙時間提供服務；2014年1月20日，新增往小西灣方向的班次。途經鰂魚涌至筲箕灣一段東區走廊，能夠為炮台山、北角、柴灣及小西灣一帶提供更快捷的過海隧道巴士服務，只於下午繁忙時間提供服務。往太古（康怡廣場）方向的班次則改編為106A線。2019年7月29日，下午班次改為途經北角至銅鑼灣一段東區走廊。

### 過海隧道巴士N106線
- 小西灣（藍灣半島） →   黃大仙

只限元旦及農曆新年服務

## 總站路線資料（小巴）

### 九龍區專線小巴20M線
- 新蒲崗（康強街） ↔ 黃大仙站

### 九龍區專線小巴54S線
- 順利紀律部隊宿舍 ↺ 黃大仙

### 九龍區專線小巴79M線
- 富山（瓊東街） ↔ 黃大仙站

### 九龍區專線小巴88A線
- 黃大仙站←→香港兒童醫院

## 途經路線資料（巴士）

### 九龍巴士9號線
- 彩福 ↔ 尖沙咀東（麼地道）

於1946年10月投入服務，途經新蒲崗、黃大仙、九龍城、旺角、油麻地及佐敦，往尖沙咀方向途經此站。

### 九龍巴士11線
- 鑽石山站 ↔ 九龍站

於1930年初投入服務，初時由中巴營運，後期因地區專利生效而改由九巴接辦，途經黃大仙、九龍城、馬頭圍、土瓜灣及佐敦，來回程均途經此站。

### 九龍巴士82X線
- 濱景花園 ↺ 黃大仙

於1991年6月29日投入服務，途經沙田第一城、愉翠苑、廣源邨、大老山隧道、新蒲崗、黃大仙及鑽石山，為途經大老山隧道巴士路線之中票價最低的一條。

### 九龍巴士85M線
- 錦英苑 ↺ 黃大仙

於1992年3月1日投入服務，途經馬鞍山市中心、大水坑、大老山隧道、新蒲崗、黃大仙及鑽石山，為全港路線最長的日間循環線。

## 過往路線
- 九龍巴士6B線 (已取消)
- 九龍巴士82P線 (上午班次)
- 九龍巴士298B線 (已取消)
- 九龍巴士205M線 (已取消)

## 車坑分佈
| 車坑分佈（以入口最左邊起計） | 車坑分佈（以入口最左邊起計） | 車坑分佈（以入口最左邊起計）     |
| 車坑編號                     | 車坑寬度                     | 路線                             |
| ---------------------------- | ---------------------------- | -------------------------------- |
| 1                            | 單坑                         | 九龍巴士82X、85M線               |
| 站長室及乘客詢問處           |                              |                                  |
| 2                            | 單坑                         | 九龍巴士2D線                     |
| 3                            | 單坑                         | 過海隧道巴士106、106A、106P線    |
| 4                            | 單坑                         | 九龍巴士9線                      |
| 5                            | 單坑                         | 九龍巴士11（往九龍）線           |
| 6                            | 單坑                         | 九龍專綫小巴88A線                |
| 7                            | 入口通道                     | 落客站、九龍巴士11（往鑽石山）線 |

## 外部連結
- 九巴 （页面存档备份，存于）
- 黃大仙巴士總站 （页面存档备份，存于），城巴／新巴